# Райт, Брэд
Брэд Райт (англ. Brad Wright, род. 2 мая 1961 года в Торонто) — канадский продюсер, сценарист и актёр. Он более всего известен как один из создателей телесериалов «Звёздные врата: SG-1» (совместно с Джонатаном Гласснером), «Звёздные врата: Атлантида» (совместно с Робертом Купером) и «Звёздные врата: Вселенная» (также совместно с Купером).
До создания франшизы «Звёздных врат» работал исполнительным продюсером и сценаристом телесериала «За гранью возможного». Он также написал сценарии для ряда других сериалов, таких как «Неоновый всадник», «Приключения Чёрного Жеребца», «Одиссея», «Горец» и «Полтергейст: Наследие».

## Карьера
Он появлялся в двух эпизодах телесериала «Звёздные врата: SG-1» — в сотом эпизоде «Экстрим в червоточине!» и в двухсотом эпизоде «200-й».
В апреле 2007 года в знак признания его усилий по развитию канадской литературы, Райт был представлен на премию «Showrunner Award» в номинации за «Лучший сценарий». В июле того же года он получил премию «Созвездие» в номинации «Лучший сценарий научно-фантастического фильма» за эпизод «Звёздных врат: SG-1» «200-й».
В конце марта 2009 года Райт был номинирован на премию «Небьюла» в номинации «Лучший сценарий» за эпизод 5 сезона «Звёздных врат: Атлантида» «Святыня».

## Фильмография

### «Звёздные врата: SG-1»
| Автор сценария | Автор сценария                 | Автор сценария |
| Сезон          | Эпизод                         | Примечания |
| -------------- | ------------------------------ | --- |
| 1              | «Дети Богов» (Часть 1)         | Совместно с Джонатаном Гласснером. Премьера первого сезона                                                                    |
| 1              | «Дети Богов» (Часть 2)         | Совместно с Джонатаном Гласснером. Премьера первого сезона                                                                    |
| 1              | «Враг внутри»                  | |
| 1              | «Одиночество»                  | |
| 1              | «Политика»                     | Клипы |
| 2              | «Логово Змея»                  | Премьера второго сезона |
| 2              | «Хранитель»                    | Совместно с Джонатаном Гласснером (телепьеса Джонатана Гласснера)                                                             |
| 2              | «Послание в бутылке»           | Телепьеса (авторы сценария Майкл Гринберг и Джеррад Пол)                                                                      |
| 2              | «Значение времени»             | Телепьеса (автор сценария Миша Рашовичм)                                                                                      |
| 2              | «1969»                         | |
| 2              | «В забытьи»                    | Совместно с Джонатаном Гласснером. Финал второго сезона                                                                       |
| 3              | «В огне»                       | Премьера третьего сезона |
| 3              | «Точка обзора»                 | Телепьеса (авторы сценария Брэд Райт, Джонатан Гласснер, Роберт Купер и Тор Александр Валенца)                                |
| 3              | «Сто дней»                     | |
| 3              | «Хрустальный череп»            | Телепьеса (авторы сценария Майкл Гринберг и Джеррад Пол)                                                                      |
| 4              | «Другая сторона»               | |
| 4              | «2010»                         | |
| 4              | «Вундеркинд»                   | Телепьеса (авторы сценария Брэд Райт, Джозеф Маллоззи и Пол Малли)                                                            |
| 5              | «Враги»                        | Совместно с Робертом Купером, Джозефом Маллоззи и Полом Малли. Премьера пятого сезона                                         |
| 5              | «На пороге смерти»             | Продолжение эпизода «Враги»                                                                                                   |
| 5              | «2001»                         | |
| 5              | «Экстрим в червоточине!»       | Совместно с Джозефом Маллоззи и Полом Малли (телепьеса Джозефа Маллоззи и Пола Малли). 100-й эпизод                           |
| 6              | «Пропасть»                     | Первый эпизод с участием Деэниела Джексона после его смерти                                                                   |
| 6              | «Неестественный отбор»         | Телепьеса (авторы сценария Брэд Райт и Роберт Купер)                                                                          |
| 6              | «Перевёртыш»                   | Телепьеса (авторы сценария Брэд Райт и Кристофер Джадж)                                                                       |
| 7              | «Спасательная шлюпка»          | |
| 7              | «Затерянный город» (Часть 1)   | Совместно с Робертом Купером. Финал седьмого сезона                                                                           |
| 7              | «Затерянный город» (Часть 2)   | Совместно с Робертом Купером. Финал седьмого сезона                                                                           |
| 8              | «Мобиус» (Часть 1)             | Совместно с Робертом Купером, Джозефом Маллоззи и Полом Малли. Финал восьмого сезона                                          |
| 8              | «Мобиус» (Часть 2)             | Совместно с Робертом Купером, Джозефом Маллоззи и Полом Малли. Финал восьмого сезона                                          |
| 9              | «Плацдарм»                     | |
| 9              | «Волновой эффект»              | Совместно с Джозефом Маллоззи и Полом Малли (телепьеса Джозефа Маллоззи и Пола Малли)                                         |
| 10             | «Проект „Пегас“»               | |
| 10             | «200»                          | Совместно с Робертом Купером, Джозефом Маллоззи, Полом Малли, Карлом Биндером, Мартином Джеро и Аланом МакКалло. 200-й эпизод |
| 10             | «Саван»                        | Совместно с Робертом Купером                                                                                                  |
| Фильм          | «Звёздные врата: Континуум»    | |
| Фильм          | «Звёздные врата: Исчезновение» | Совместно с Карлом Биндером                                                                                                   |

### «Звёздные врата: Атлантида»
| Автор сценария | Автор сценария          | Автор сценария                                         |
| Сезон          | Эпизод                  | Примечания                                             |
| -------------- | ----------------------- | ------------------------------------------------------ |
| 1              | «Пробуждение» (Часть 1) | Совместно с Робертом Купером. Премьера первого сезона  |
| 1              | «Пробуждение» (Часть 2) | Совместно с Робертом Купером. Премьера первого сезона  |
| 1              | «Игра в прятки»         | Совместно с Робертом Купером                           |
| 1              | «38 минут»              | Первое появление Жуков Иратус                          |
| 2              | «Аврора»                | Совместно с Карлом Биндером (телепьеса Карла Биндера)  |
| 2              | «Прозрение»             | Телепьеса (авторы сценария Брэд Райт и Джо Фланиган)   |
| 2              | «Критическая масса»     | Совместно с Карлом Биндером (телепьеса Карла Биндера)  |
| 3              | «Неотразимый»           | Совместно с Робертом Купером (Телепьеса Карла Биндера) |
| 3              | «Миражи»                | Совместно с Карлом Биндером (телепьеса Карла Биндера)  |
| 4              | «Суета земная»          | Совместно с Джозефом Маллоззи и Полом Малли            |
| 5              | «Святыня»               | 300-й эпизод франшизы «Звёздных врат»                  |

### «Звёздные врата: Вселенная»
| Автор сценария | Автор сценария     | Автор сценария                                                           |
| Сезон          | Эпизод             | Примечания                                                               |
| -------------- | ------------------ | ------------------------------------------------------------------------ |
| 1              | «Воздух» (Часть 1) | Совместно с Робертом Купером. Премьера первого сезона                    |
| 1              | «Воздух» (Часть 2) | Совместно с Робертом Купером. Премьера первого сезона                    |
| 1              | «Воздух» (Часть 3) | Совместно с Робертом Купером. Премьера первого сезона                    |
| 1              | «Тьма» (Часть 1)   |                                                                          |
| 1              | «Свет» (Часть 2)   |                                                                          |
| 1              | «Вода»             | Совместно с Робертом Купером и Карлом Биндером (телепьеса Карла Биндера) |
| 1              | «Земля»            | Совместно с Робертом Купером и Мартином Джеро (телепьеса Мартина Джеро)  |